# Светислав Ђурић
Светислав Ђурић (Грубишно Поље, 1. август 1929 — Београд, 25. март 2007.) био је српски сликар и вајар.  

## Биографија
Светислав Ђурић је дипломирао на Академији ликовних уметности у Београду 1956. у класи професора Мила Милуновића. Први пут је излагао на Свејугословенској изложби 1948. Његови радови се налазе у музејима широм бивше Југославије, државним институцијама, приватним колекцијама у земљи и свету. Пројектовао је и извео више јавних монументалних дела у скулптури и мозаику. Створио је своја дела и у позоришту и на филму, за која је награђиван на позоришним и филмским фестивалима. Учествовао је у заштити споменика културе, као сарадник на изради детаљних урбанистичких планова и пројеката.